# Lisa the Vegetarian
Lisa the Vegetarian é o quinto episódio da sétima temporada da série de televisão de animação americana Os Simpsons. Ele foi ao ar originalmente na rede Fox nos Estados Unidos em 15 de outubro de 1995. No episódio, Lisa decide parar de comer carne depois de se unir a um cordeiro em um zoológico. Seus colegas e familiares ridicularizá-la por suas crenças, mas com a ajuda de Apu, Paul McCartney e Linda McCartney, ela se compromete ao vegetarianismo.
Dirigido por Mark Kirkland, "Lisa the Vegetarian" é o primeiro episódio completo que David S. Cohen escreveu para Os Simpsons. David Mirkin, o showrunner da época, apoiou o episódio em parte porque ele acabara de se tornar vegetariano. O ex-Beatle Paul McCartney e sua esposa, Linda McCartney, estão no episódio. A condição de Paul McCartney para aparecer era que Lisa continuaria vegetariana pelo resto da série. O episódio faz várias referências à carreira musical de McCartney, e sua música "Maybe I'm Amazed" toca nos créditos finais.
Em sua transmissão original, "Lisa the Vegetarian" foi assistida por 14,6 milhões de telespectadores e terminou em 47º na classificação da semana de 9 a 15 de outubro de 1995, com uma classificação de 9,0 Nielsen. Foi o quarto programa de maior audiência da rede Fox naquela semana. O episódio recebeu elogios dos críticos de televisão e ganhou dois prêmios, um Environmental Media Award e um Genesis Award, por destacar questões ambientais e animais.

## Enredo
A família Simpson visita um zoológico, onde Lisa é arrebatada por um lindo cordeiro. Naquela noite, Marge serve costeletas de cordeiro para o jantar, mas Lisa fica preocupada com a conexão entre o prato e sua contraparte viva, e anuncia que não vai mais comer carne. Em resposta, seu irmão Bart e seu pai Homer zombam dela implacavelmente. A reação na escola não é melhor; quando Lisa pede uma alternativa vegetariana à comida da cafeteria, o diretor Skinner a rotula de "agitadora". Os estudantes são forçados a assistir a um filme de propaganda do Meat Council , estrelado por Troy McClure, que critica o vegetarianismo. Lisa não se impressiona com o filme, mas seus colegas a provocam e a evitam.
Homer e Bart continuam a incomodar Lisa em casa, principalmente porque Homer está se preparando para fazer um churrasco completo com porco assado. No dia do churrasco, Lisa faz gaspacho para todos os convidados como alternativa à carne, mas os foliões riem na cara dela. Mais tarde, Homer, por acaso, joga um hambúrguer no quarto de Lisa, que pousa em seu rosto. Enfurecida e profundamente magoada, ela decide impedir que os convidados comam o porco assado, sobe a bordo de um cortador de grama e se afasta com o porco assado. Homer e Bart a perseguem, mas ela empurra o porco de uma ladeira e eles são tarde demais. O porco rola através dos arbustos, entra em um rio e é atingido no ar pela sucção de um vertedouro da represa.
Em casa, Homer fica furioso com Lisa por arruinar sua festa, e ela o repreende por servir um prato à base de carne. Eles brigam e ela sai de casa. Lisa logo decide que ela não pode mais lutar contra a pressão para comer carne, levando-a a pegar um cachorro-quente da churrasqueira no Kwik-E-Mart e dar uma mordida. No entanto, Apu, ele mesmo vegano, revela que ela comeu um tofucão. Apu leva Lisa por uma passagem secreta para o telhado do Kwik-E-Mart, onde eles encontram Paul e Linda McCartney. Sendo vegetarianos, os McCartney explicam que são velhos amigos de Apu nos dias de Paul na Índia e discutem seu interesse pelos direitos dos animais. Depois de uma breve discussão, Lisa se compromete mais uma vez com o vegetarianismo, mas também percebe o erro de suas maneiras de não forçar suas opiniões sobre os outros e tolerar aqueles que discordam deles. Inspirada, Lisa começa a voltar para casa e encontra Homer freneticamente procurando por ela. Ela pede desculpas a Homer, admitindo que não tinha o direito de estragar o churrasco dele; ele a perdoa e lhe oferece uma carona de volta para casa.